# Комитет по осуществлению неотъемлемых прав палестинского народа
Комите́т по осуществле́нию неотъе́млемых прав палести́нского наро́да (англ. Committee on the Exercise of the Inalienable Rights of the Palestinian People, сокр. CEIRPP) — вспомогательный орган Организации Объединённых Наций. Его заявленной целью является обеспечение реализации неотъемлемых прав палестинцев, в которые он включает национальное самоопределение и право на возвращение беженцев и их потомков.
В связи с изменением баланса сил в ООН по мере расширения её состава, в 1975 году Генеральной Ассамблеей ООН был учреждён соответствующий комитет, сформированный преимущественно из недружественных Израилю стран-участниц. Комитет функционирует на постоянной основе, с участием палестинских представителей. Он поддерживает Организацию освобождения Палестины (ООП), требуя создания палестинского государства и полного ухода Израиля с территорий, занятых им в 1967 году. Комитет критикует израильские меры безопасности и операции против палестинских боевиков, осуждает шаги по нормализации отношений с Израилем и активно выступает с его критикой на международной арене. В состав Комитета входят 25 государств-членов и 24 наблюдателя.
Сторонники Комитета рассматривают его как орган, защищающий интересы палестинцев и продвигающий мирное урегулирование арабо-израильского конфликта. Критики воспринимают его как палестинскую лоббистскую группу, стремящуюся к уничтожению Израиля, возлагающую на него всю ответственность за ближневосточный конфликт, и утверждающую, что палестинская проблема является основным препятствием для мира на всём Ближнем Востоке.

## Предыстория
Исследователи отмечают постепенное изменение баланса сил в ООН. На момент основания в 1945 году, в её состав входило 49 государств, преимущественно демократических. К середине 1970-х годов в состав ООН входило уже 138 государств-членов, преимущественно недемократических. Большинство из них составляли развивающиеся страны Азии и Африки, склонявшиеся к поддержке арабского мира, а также государства коммунистического блока.
Внешняя политика СССР после 1953 года содержала новый подход к Ближнему Востоку: поддержка стран теперь зависела не от их социалистической ориентации, а от степени антизападных настроений режима. СССР стремился вытеснить Запад из региона и укрепить своё влияние на арабские страны, демонстрируя более привлекательную и проарабскую позицию в ближневосточном конфликте.
В свою очередь, поддержка Израиля со стороны европейских стран стала ослабевать, в том числе, из-за их стремления к разрядке напряжённости с СССР, в ущерб солидарности с США в рамках НАТО. Значительную роль сыграло и нефтяное эмбарго, введённое арабскими странами в 1973—1974 годах против западных стран и Японии, поддержавших Израиль в Войне Судного дня.
Выступая совместно, соцстраны, арабские страны и «третий мир» преуспели в дипломатической изоляции Израиля, добившись принятия 10 ноября 1975 года Генассамблеей ООН резолюции 3379. Резолюция назвала Израиль «расистским режимом оккупированной Палестины», заклеймив сионизм как «одну из форм расизма и расовой дискриминации» (через 15 лет резолюция была отменена).

## Создание и состав
Комитет по осуществлению неотъемлемых прав палестинского народа был учреждён Генассамблеей ООН 10 ноября 1975 года, резолюцией 3376, по выражению историка Говарда Сакера, «в высшей степени антиизраильской как по содержанию, так и по стилю изложения». Он был создан для отстаивания интересов палестинских арабов, ставших единственным народом, получившим в ООН комитет по осуществлению своих неотъемлемых прав.
Резолюция установила, что в состав комитета должны войти 20 стран, но не определила критерии их отбора. 17 декабря 1975 года Генассамблея назначила членов Комитета; при этом в него не вошло ни одной западной страны и ни одной латиноамериканской страны (кроме Кубы). Из 20 стран, представители которых вошли в первый состав Комитета, 15 не поддерживали дипломатические отношения с Израилем.
В качестве наблюдателей в работу Комитета и его Бюро были включены Организация освобождения Палестины (ООП) (позже заменённая Государством Палестина), ряд преимущественно азиатских и африканских стран, а также Лига арабских государств, Организация исламского сотрудничества и Африканский союз.
На настоящий момент в состав Комитета входят 25 государств-членов и 24 наблюдателя.
| Члены комитета | Наблюдатели                           |
| -------------- | ------------------------------------- |
| Афганистан     | Алжир                                 |
| Беларусь       | Бангладеш                             |
| Боливия        | Болгария                              |
| Куба           | Китай                                 |
| Кипр           | Египет                                |
| Эквадор        | Ирак                                  |
| Гвинея         | Иордания                              |
| Гайана         | Кувейт                                |
| Индия          | Ливан                                 |
| Индонезия      | Ливия                                 |
| Лаос           | Мавритания                            |
| Мадагаскар     | Марокко                               |
| Малайзия       | Нигер                                 |
| Мали           | Катар                                 |
| Мальта         | Саудовская Аравия                     |
| Намибия        | Шри-Ланка                             |
| Никарагуа      | Сирия                                 |
| Нигерия        | ОАЭ                                   |
| Пакистан       | Вьетнам                               |
| Сенегал        | Йемен                                 |
| Сьерра-Леоне   | Палестина                             |
| ЮАР            | Африканский союз                      |
| Тунис          | Лига арабских государств              |
| Турция         | Организация исламского сотрудничества |
| Венесуэла      |                                       |

## Структура и руководство
Комитет стал фактически постоянным органом ООН, полномочия которого продлеваются ежегодно. Каждый год из числа постоянных представителей стран-участниц Комитета избирается его Бюро, включающее в себя председателя, его заместителя и докладчиков.
В 2024 году председателем Комитета стал Шейх Нианг, одновременно являющийся представителем Сенегала в ООН. Заместителем председателя является Ахмад Фейсал Мухамад, аналогичным образом служащий послом Малайзии в ООН.

## Деятельность

### Привлечение ООП к работе Комитета
На втором заседании Комитет пригласил ООП участвовать в своей работе в качестве наблюдателя, делегировать представителя на все заседания и вносить замечания и предложения. Аналогичные приглашения, согласно Докладу Комитета, получили соседствующие с Израилем Египет, Иордания и Сирия; о подобном предложении в адрес Израиля не сообщается.
В своём первом Докладе от 28 мая 1976 года Комитет, объявив, что «палестинский народ имеет право свободно избирать своих собственных представителей и форму государственного устройства», сразу вслед за этим заявил, что ООП «была признана <…> Организацией объединённых наций, Лигой арабских государств, Организацией африканского единства и подавляющим большинством государств мира как единственный представитель» палестинцев (хотя ООП ранее не характеризовалась в резолюциях ООН как их «единственный представитель»).

### Выдвижение основных требований
В первом Докладе Комитета говорилось, что «создание независимого Палестинского государства <…> является предварительным условием для мира на Ближнем Востоке. <…> Когда будет создано Палестинское государство, оно сможет участвовать на основе равноправия в переговорах о мирном урегулировании на Ближнем Востоке, которые будут охватывать вопросы безопасных и признанных границ для всех государств в данном районе».
Доклад Комитета заявлял, что «Израиль должен уйти со всех арабских территорий, оккупированных с 1967 года», для чего предполагалось составление Советом безопасности ООН графика вывода израильских войск. Процесс их вывода предполагалось осуществить до 1 июня 1977 года, после чего ООН должна была передать их ООП.
Помимо итогов Шестидневной войны, Комитет призвал пересмотреть итоги Войны за независимость Израиля, передав законодательную власть над Иерусалимом органу, «в котором равным образом будут представлены» представители его трёх основных конфессий, а исполнительную власть над городом — представителю, назначаемому генсеком ООН. Комитет требовал создать режим, ранее не существовавший ни в одном городе; этого не произошло.
Комитет также потребовал предоставить право на возвращение палестинским беженцам и всем их потомкам и их «немедленного» возвращения на территории, покинутые вследствие войны 1967 года, «без каких-либо ограничений». Вопрос о беженцах 1948 года предлагалось решать на основе соответствующих резолюций Генассамблеи и Совбеза, и «соглашения между заинтересованными сторонами». Комитет призвал к ликвидации израильских поселений на территориях, занятых Израилем в ходе Шестидневной войны; историческая связь их еврейских жителей с данными районами не получила отражения в Докладе.
Израильский историк и политолог Алек Эпштейн отмечает, что на момент выдвижения требований Комитета ни одна из арабских стран не признала Израиль и не установила с ним дипломатических отношений, и Комитет в своём Докладе не счёл нужным призвать их к этому.
Совет безопасности ООН обсудил рекомендации Комитета, но не принял их в связи с правом вето, применённым США. Впоследствии Совбез несколько раз вновь поднимал этот вопрос и откладывал его без принятия решения. Вместе с тем, рекомендации Комитета были одобрены Генеральной Ассамблеей ООН в 1976 году и одобрялись ею в последующие годы.

### Критика нормализации отношений с Израилем
В 1978—1979 годах, когда, на фоне начавшегося процесса примирения Египта с Израилем, арабские страны стремились сорвать заключение израильско-египетского мирного договора и его реализацию, Комитет по осуществлению неотъемлемых прав палестинского народа также выступил против мирного договора, уполномочив своего представителя сообщить генеральному секретарю и председателю Совета Безопасности ООН резко негативное мнение о нём.
Комитет также критикует решения ряда государств признать Иерусалим столицей Израиля и перенести в него свои посольства, считая, что такие решения не имеют законной силы и противоречат резолюциям Совбеза ООН. Он призывает соответствующие страны отменить свои решения.

### Критика израильских мер безопасности
Во время первой палестинской интифады Израиль провёл ряд депортаций членов палестинских вооружённых группировок. Так, с 1988 по 1991 год им были депортированы 66 боевиков, а в 1992 году — ещё 415 предполагаемых членов исламистских вооружённых организаций ХАМАС и «Палестинский исламский джихад». Комитет систематически возражал против любых депортаций и настаивал на возвращении всех депортированных лиц в Израиль и на контролируемые им территории.
В 2003 году, на фоне второй палестинской интифады, сопровождавшейся массовыми нападениями палестинских террористов на израильтян, Израиль начал строительство разделительного барьера для защиты своей территории и граждан. Комитет осудил «одностороннюю схему разделения», в рамках которой «сносятся дома палестинцев», заявив, что это «обязательно усилит напряжённость на местах и усилит негодование среди палестинского населения», и что барьер «создаёт искусственные границы». Комитет осудил Израиль за конфискацию земель, «серьёзное нарушение экономической деятельности» и ограничение «свободы передвижения палестинцев». В следующем году он также призвал к демонтажу барьера.
Комитет последовательно критиковал израильские операции по убийству лидеров палестинских террористических организаций. Так, в 1988 году, после израильской операции по ликвидации Абу Джихада, командира палестинских террористов из ООП, Комитет комплиментарно высказался о погибшем, осудив операцию Израиля как акт «государственного терроризма». После убийства Израилем в 2004 году лидера ХАМАС Ахмеда Ясина, Комитет также решительно осудил это как «внесудебную казнь», «порочную политику» и «нарушение международного права».

### Мероприятия и публикации

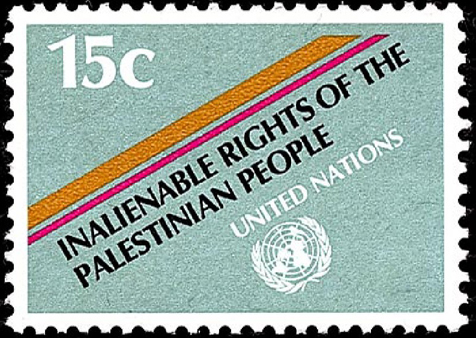
Посвящённая неотъемлемым правам палестинского народа марка ООН на английском языке номиналом в 15 центов, выпущенная в Нью-Йорке (1981)

Каждый год Комитет проводит специальное заседание по случаю Международного дня солидарности с палестинским народом 29 ноября. Мероприятие включает в себя показ палестинских фильмов, художественные выставки и выступления, а также последовательное освещение палестино-израильского конфликта с палестинской точки зрения. В 2017 году Комитет провёл мероприятие под названием «50 лет оккупации», открывая которое, представитель Палестинской администрации Саиб Эрекат сравнил Израиль с ИГИЛ и апартеидным ЮАР, заявив, что в Израиле преобладает культура «антижизни», и что ХАМАС не является террористической организацией.
Комитет участвует в процессе мониторинга ситуации в Восточном Иерусалиме, секторе Газа и на Западном берегу реки Иордан, призывая к действиям, которые должны, по его оценке, улучшить гуманитарную ситуацию. Комитет следит за развитием событий, связанных с правами палестинцев, регулярно публикуя доклады с рекомендациями для международного сообщества. Эти доклады часто включают в себя призывы к Израилю прекратить деятельность, которую Комитет считает нарушением прав палестинцев, включая строительство израильских поселений на оккупированных территориях и блокаду сектора Газа. Так, в 2023 году Комитет выпустил заказанное у Ирландского центра по правам человека исследование «Законность израильской оккупации оккупированных палестинских территорий, включая Восточный Иерусалим». Он также стремится привлекать внимание к проблемам палестинских заключённых в израильских тюрьмах. Для распространения информации Комитет активно пользуется социальными сетями Facebook, YouTube, Instagram и Twitter.
В отчётах и презентациях Комитета используются терминология, выражения и аудиовизуальные средства, резко критикующие Израиль. При этом в отношении палестинских исламистских вооружённых организаций, таких, как ХАМАС и Палестинский исламский джихад, не используются термины «терроризм» и «террористическая организация». Отмечались сотрудничество и косвенная поддержка Комитетом организаций и активистов, призывающих к бойкоту, деинвестированию и санкциям против Израиля (BDS).

### Смежные структуры в ООН
Деятельность Комитета по осуществлению неотъемлемых прав палестинского народа ведётся совместно с деятельностью ещё двух структур ООН, посвящённых правам палестинцев: Отдела по правам палестинцев Секретариата ООН, созданного для секретарской поддержки Комитета, и Специального комитета по расследованию затрагивающих права человека действий Израиля в отношении населения оккупированных территорий. Исследователи отмечали беспрецедентность создания этих трёх структур в рамках ООН и уникальность их правового положения, а также их резкую антиизраильскую риторику.
Бюро Комитета также проводит ежегодное заседание с Генеральным секретарём ООН.

## Оценки

### Положительные
По оценке российского историка Дмитрия Кузнецова, деятельность Комитета «помогла росту понимания вопроса о Палестине на международном уровне и способствовала сосредоточению усилий на необходимости достижения мирного решения, основанного на осуществлении неотъемлемых прав палестинского народа».
Палестинский дипломат Зауль Авад оценил в своей статье деятельность Комитета как «широкую работу по обеспечению международно-правовой основы для создания жизнеспособного Палестинского государства на основе соответствующих резолюций ООН», направленную, по его мнению, на урегулирование арабо-израильского конфликта.
Ряд арабских лидеров, в том числе президент Объединённых Арабских Эмиратов (ОАЭ) Халифа ибн Заид Аль Нахайян и король Иордании Абдалла ибн Хусейн, выражали благодарность Комитету за его усилия по защите прав палестинцев.

### Отрицательные
Израильский политолог и дипломат Ави Бекер характеризовал Комитет как «фактическое продолжение ООП во всей деятельности ООН», а израильский историк и политолог Алек Эпштейн — как «лоббистскую группу ООП в ООН», чья деятельность направлена против Израиля. Американские исследователи Ричард Голдберг и Дэвид Мэй из Фонда защиты демократий назвали Комитет «столпом антиизраильской инфраструктуры ООН».
Эпштейн подверг критике продвигаемый Комитетом тезис о том, что все конфликты на Ближнем Востоке — следствие неурегулированности палестинской проблемы, отмечая, что многочисленные войны в регионе чаще всего не имели отношения к этой проблеме. Он подчеркнул, что, вопреки заявлению Комитета, будто создание Палестинского государства «является предварительным условием для мира на Ближнем Востоке», неурегулированность палестинской проблемы не помешала заключению мирных договоров Израиля с Египтом (1979), Иорданией (1994), ОАЭ (2020) и Бахрейном (2020). Эпштейн осудил Комитет за стремление к изгнанию жителей израильских поселений. Он охарактеризовал Комитет как «орган клеветы и подстрекательства», призвав к его расформированию.
Адвокат и магистр международного права Адриана Камисар из международной еврейской организации Бней-Брит подвергла Комитет критике за «демонизацию» Израиля и снятие с палестинцев любой ответственности за конфликт, заявив, что «столь предвзятая организация не должна быть частью системы ООН». Она отметила включение Комитетом в число неотъемлемых прав палестинцев права на возвращение их беженцев со всеми потомками на территорию современного Израиля, расцениваемое критиками как стремление положить конец существованию Израиля.
Американский Институт по правам человека и Холокосту имени Туро и американская правозащитная организация Human Rights Voices (HRV) отметили в своём отчёте множество примеров ложных, антисемитских и разжигающих вражду заявлений, сделанных НКО, аккредитованными Комитетом.

### Комментарии
1. ↑  В число высылавшихся лиц входили террористы, ранее осуждённые за причастность к взрыву в Иерусалиме и метание гранат в израильских солдат, освобождённые в 1985 году в рамках сделки Джибриля и вернувшиеся к террористической деятельности[37].
2. ↑  ХАМАС признан террористической организацией Европейским союзом, Организацией американских государств и властями Аргентины, Австралии, Великобритании, Израиля, Канады, Новой Зеландии, Парагвая, США и Японии. Его деятельность также запрещена в Иордании и Египте.
3. ↑  Палестинский исламский джихад признан террористической организацией в Европейском союзе, Австралии, Великобритании, Израиле, Канаде, Новой Зеландии, США и Японии.
4. ↑  В рамках Соглашений Авраама, Израиль также вскоре подписал мирный договор с Марокко (2020); и получил соответствующую декларацию от Судана (2021)[62].

### На русском
- Авад, Зауль. Международный аспект создания государства Палестина // Вестник МГИМО. — 2013. — Вып. 1 (28). — С. 76–82. — ISSN 2071-8160.
- Костенко, Ю. И.; Морозов, В. М. «Соглашения Авраама» и новая реальность в арабо-израильских отношениях // Вестник Томского государственного университета. — 2024. — Вып. 503. — С. 37–52. — doi:10.17223/15617793/503/4.
- Кузнецов, Д.В. Проблемы Ближнего Востока и общественное мнение. — Благовещенск: Издательство БГПУ, 2009. — Т. I: Арабо-израильский конфликт. — 366 с. — ISBN 978-5-8331-0168-1.
- Носенко Т.В., Семченко Н.А. Напрасная вражда. Очерки советско-израильских отношений 1948-1991 гг.. — М.: Институт востоковедения РАН, 2015. — 259 с. — ISBN 978-5-89282-597-9.
- Сакер Г. М. История Израиля. От зарождения сионизма до наших дней. — М.: Книжники, 2011. — Т. II. 1952—1978. — 622 с. — ISBN 978-5-9953-0146-2.
- Эпштейн А. Д. Выжить и выстоять. Государство Израиль в Организации Объединённых Наций, 1947—1973. — Иерусалим — Сант-Петербург: Издательство ДЕАН, 2021. — 376 с. — ISBN 978-5-6045830-9-8.
- Эпштейн А. Д. Ненависть во имя «мира»: травля Государства Израиль в Организации Объединённых Наций, 1988—2001. — Иерусалим - СПб: Издательство ДЕАН, 2023. — 384 с. — ISBN 978-5-6049455-9-9.
- Эпштейн А. Д. ООН в арафатке. Государство Израиль в тисках «освобождения» Палестины. — Иерусалим - СПб: Издательство ДЕАН, 2021. — 384 с. — ISBN 978-5-6046620-0-7.

### На английском
- Bar-Yoshafat, Ran;  Dal-Bello, Giulia. Systemic Anti-Israel Bias in the United Nations Institutional Apparatus (англ.). — Israel, 2022. — 24 p. — ISBN 978-965-7674-95-6.
- Beker, Avi. The United Nations and Israel: From Recognition to Reprehension (англ.). — USA, Canada: Lexington Books, 1988. — 201 p. — ISBN 978-0669166521.
- Cattan, Henry[англ.]. The Palestine Question (англ.). — New York: Croom Helm, 1988. — 407 p. — ISBN 978-0709948605.